# 발테르 크리비츠키

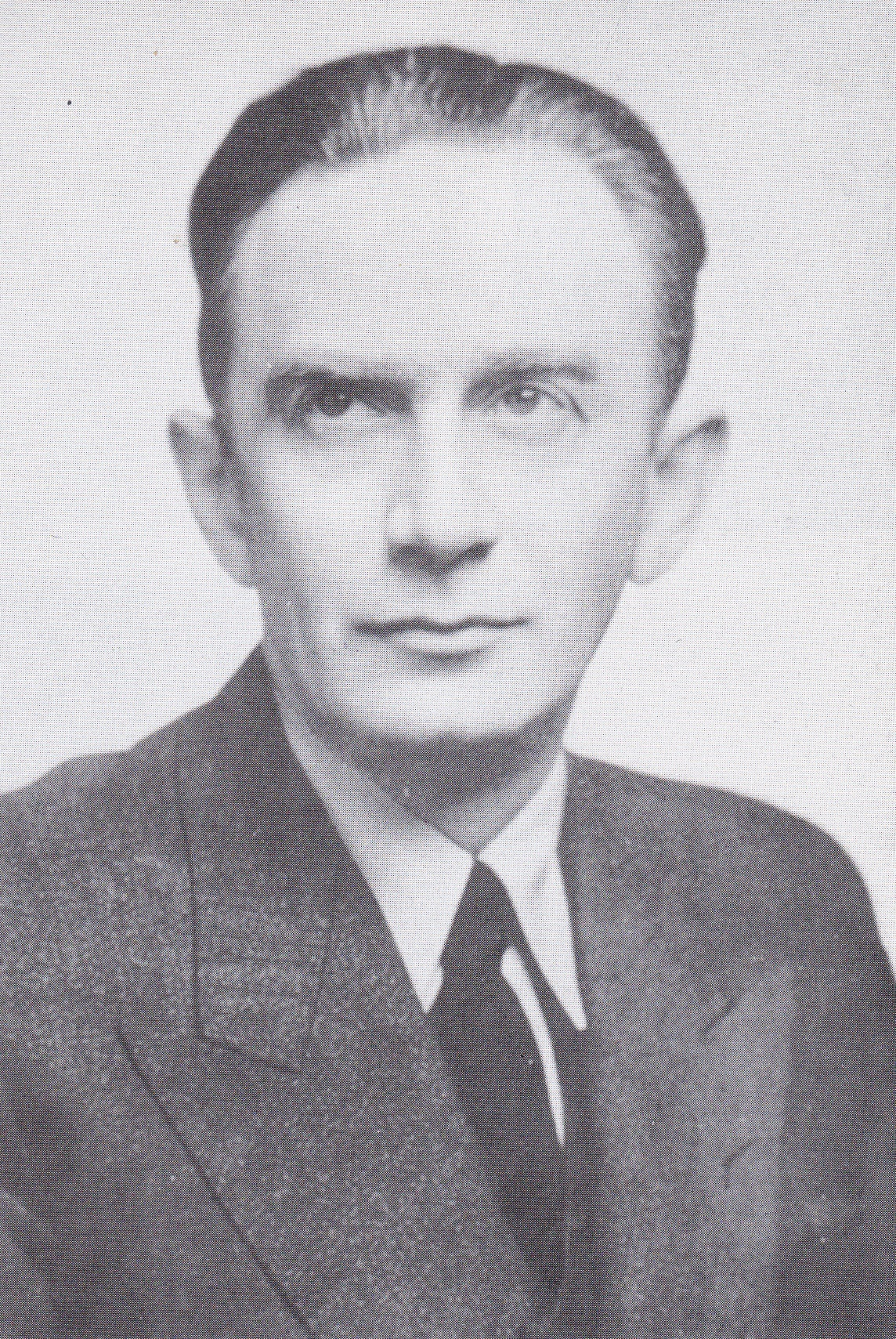
1939년 모습

발테르 크리비츠키(본명: 발테르 게르마노비치 크리비츠키, Ва́льтер Ге́рманович Криви́цкий, 1899년 6월 28일 ~ 1941년 2월 10일)는 소련의 군사정보 첩보원으로 서방으로 망명하여 독일-소련 불가침 조약 체결 계획을 밝혔다.

## 첩조 활동
크리비츠키는 독일, 폴란드, 체코슬로바키아, 오스트리아, 이탈리아, 헝가리에서 가짜 이름과 서류를 사용하여 불법 거주 스파이로 활동했다. 그는 통제 책임자로 올라갔다. 그는 산업 방해 행위를 조직하고, 잠수함과 비행기에 대한 계획을 훔치고, 나치 독일과 일본 제국 간의 서신을 가로채고, 마그다 루페스쿠("마담 레페스쿠")와 노엘 필드를 포함한 많은 요원을 모집한 것으로 알려져 있다.
1937년 5월, 크리비츠키는 네덜란드 헤이그로 파견되어 골동품 수집가의 신분으로 활동하는 레지던트(지역 통제관)로 활동했다. 그곳에서 그는 서유럽 전역의 정보 작전을 조정했다.